# Province de Hitachi
Pour les articles homonymes, voir Hitachi (homonymie).
Hitachi (常陸国, Hitachi no kuni) était une ancienne province du Japon qui bordait les provinces de Kazusa, de Mutsu, et de Shimotsuke. La province était située sur les terres de l'actuelle préfecture d'Ibaraki.
L'ancienne capitale provinciale était située près de la ville actuelle d'Ishioka et a été retrouvée. Pendant la période Sengoku, la province était divisée entre plusieurs daimyos mais la capitale était la ville de Mito. Le plus important de ces daimyos appartenait au clan Satake.